# Ciudadanía digital
La ciudadanía digital constituye el ejercicio práctico y crítico de la ciudadanía en el entorno digital, reconociendo que lo que hacemos en la esfera no virtual, en el ejercicio de nuestra ciudadanía, también puede asumir formatos virtuales que habilitan o restringen prácticas ciudadanas. Es un concepto en transformación constante ya que se encuentra ligado a la evolución y las posibilidades generadas por las tecnologías de la información y la comunicación. Precisamente, toda persona que tiene derecho al acceso y apropiación de las tecnologías de la información y la comunicación, al desarrollo de habilidades digitales, al acceso a la información en línea de forma segura, transparente y privada, así como a la participación a través de medios tecnológicos.
La Unesco define la ciudadanía digital como un conjunto de competencias que faculta a la ciudadanía a acceder, recuperar, comprender, evaluar y utilizar información con fines creativos. Asimismo, implica compartir información y contenidos de los medios en todos los formatos, utilizando diversas herramientas de manera crítica, ética y eficaz con el fin de participar y comprometerse en actividades personales, profesionales y sociales.

## Área
La ciudadanía es una serie de áreas en las que se suelen abarcar y relacionar las categorías como:
- El uso de las TIC: uso de las TIC para la alfabetización digital y desarrollo de competencias digitales en la que se involucran docentes, estudiantes e instituciones.
- Acceso y participación: brecha digital, derecho de acceso a Internet, democracia electrónica, ejercicio responsable de la ciudadanía.

Una tendencia en auge y  de especial relevancia, es la vinculación de la educación para una ciberciudadanía responsable con la prevención de riesgos de las TIC, principalmente para los menores. Esto se derivaría de los riesgos propios de la  condición  de la etapa infantil que se ven trasladados  al uso que los niños, niñas y jóvenes ejercen  como usuarios de Internet y de otras nuevas tecnologías.
Otra tendencia, que podemos relacionar al concepto democracia electrónica, tiene que ver con la construcción de herramientas desde abajo para hacer efectiva la democracia. En ésta se promueve la participación directa y la organización de la gente para hacer efectivos sus derechos civiles, el control de los gobernantes, la comunicación de nuestros deseos y necesidades a quienes deciden y la transparencia de la gestión de gobierno. Es necesario fortalecer las habilidades digitales que permitan comprender los usos, informarse y participar, así como reconocer riesgos y formas de pedir ayuda. Todas las personas podemos hacer un uso de las tecnologías que sea responsable y seguro; crítico y reflexivo; creativo y participativo

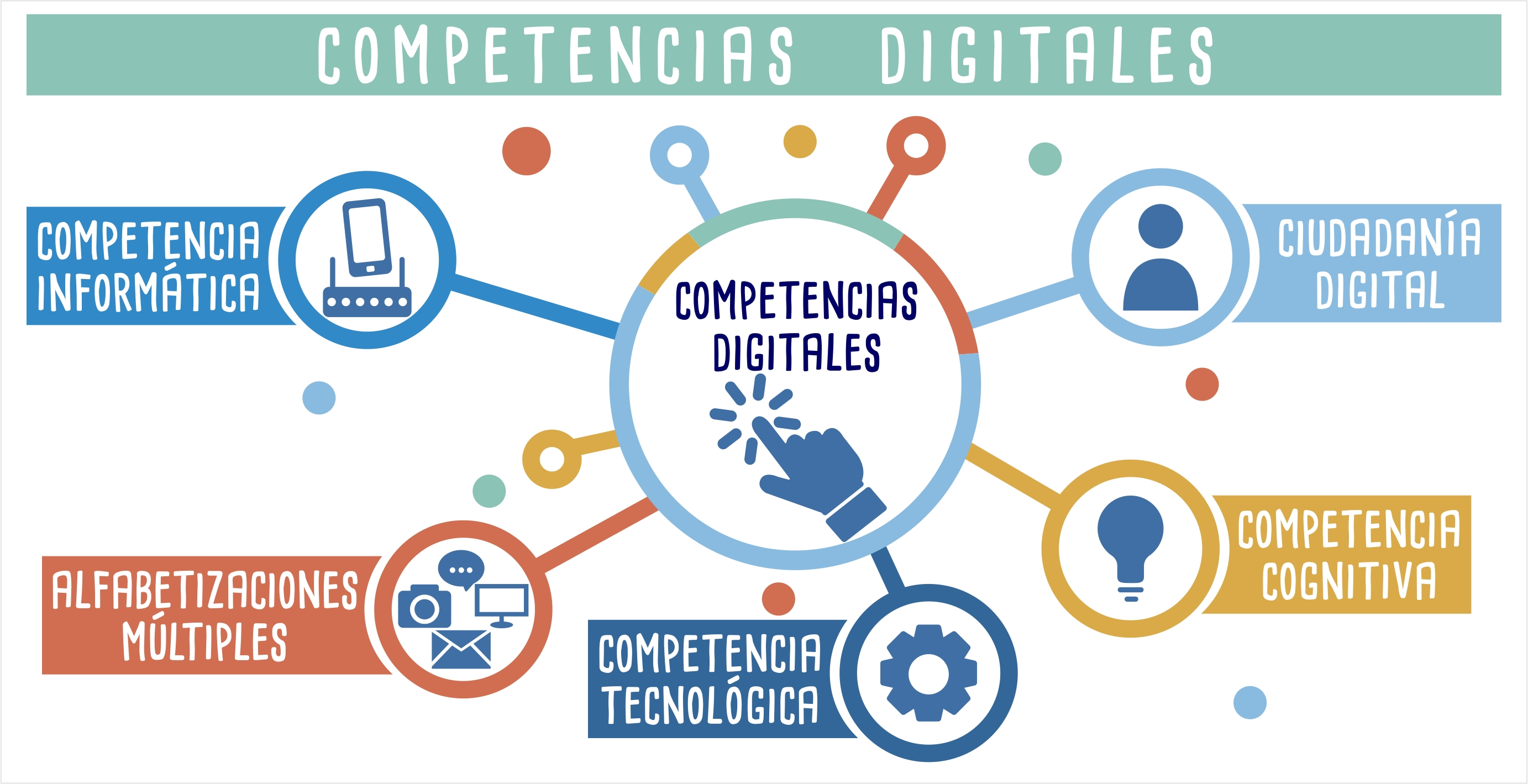
Competencias digitales.

Ser un ciudadano digital es tener el acceso masivo a las nuevas tecnologías de la información y la comunicación, las cuales abarcan dispositivos tecnológicos como el celular, Internet, la computadora, la televisión y todos los servicios relacionados como redes sociales, blogs, foros, etc; así como elementos técnicos que permiten su funcionamiento. El ciudadano digital es esa persona que sabe aprovechar las oportunidades del mundo digital o virtual, es el que conoce sus derechos y responsabilidades al usar la tecnología hoy en actualidad.
La inserción del ciudadano a nuevas formas de conocer, de acceder a múltiples saberes y un nuevo mundo de prácticas culturales y de relaciones sociales cotidianas, implican la preparación de diferentes competencias digitales.
Las competencias digitales se definen como un espectro de competencias que facilitan el uso de los dispositivos digitales, las aplicaciones de la comunicación y las redes para acceder a la información y llevar a cabo una mejor gestión de éstas. Estas competencias permiten crear e intercambiar contenidos digitales, comunicar y colaborar, así como dar solución a los problemas con miras al alcanzar un desarrollo eficaz y creativo en la vida, el trabajo y las actividades sociales en general.
- Competencia informática: es el conjunto de conocimientos, habilidades y destrezas necesarios para trabajar con la información; buscar información, gestionarla, analizarla, evaluarla y luego crear nueva información y difundirla.
- Competencia tecnológica: es el manejo de las herramientas que la tecnología nos ofrece como ordenadores, dispositivos móviles, cámaras digitales, e-books, GPS, entre tantas otras cada día más sofisticadas que nos rodean y de las cuales se adquiere cierta dependencia. Cuando se aprende a utilizarlas (con manual o con el propio uso), estamos desarrollando la competencia tecnológica, la cual sería más provechosa si explotáramos al máximo los usos que tal herramienta tecnológica nos ofrece.
- Alfabetizaciones múltiples: Las alfabetizaciones múltiples deben favorecer la lectura de otros códigos, la elaboración de mensajes, la posibilidad de construir conocimiento y de apropiarnos de él. Hoy existen múltiples lenguajes que implican nuevas formas de alfabetización, no solo el lenguaje oral o escrito, existen así la oralidad, gestualidad, el lenguaje del cómic, del grafiti, del video, de la fotografía, entre tantos. El estar alfabetizado permite al individuo el desempeño pleno de su ciudadanía – ser capaz de informarse, relacionarse con otros, tomar decisiones, resolver problemas, aprender y desarrollar su personalidad.
- Competencia cognitiva genérica: Ante la gran cantidad de fuentes de información, esta competencia nos permite poder discriminar, ser críticos y selectivos para convertir la información en conocimiento.
- Ciudadanía digital: Preparación para vivir en un mundo donde lo real y lo virtual o en línea se confunden, la educación para ser ciudadanos críticos, libres, integrados, capaces de vivir con normas y estándares de conducta elevados, no sólo en la sociedad sino también en las redes sociales. Respeto por la legalidad y conocimiento de derechos como ciudadanos digitales .
- Distinción: No existe una distinción entre un mundo real y un mundo virtual: el mundo físico es tan real como el mundo digital: en la virtualidad conocemos personas, estudiamos y trabajamos, hacemos negocios, en la formación de profesionales actualizamos y contextualizamos las orientaciones de los objetivos por lo que están siendo formados por la misma cuestión que la cultura esta en constante transformación, o incluso generamos empleo, nos entretenemos, vivimos. Y, por supuesto, también corremos riesgos. Por ello, es importante entender los deberes y los derechos que esto conlleva.
- Políticas de inclusión digital:  Diseñar políticas de inclusión digital universal puede ser considerado un equivalente de lo que fueron las campañas de alfabetización cuando la aparición de la imprenta creó la necesidad de saber leer para tener acceso a la información socialmente más significativa. Hoy está fuera de discusión la necesidad de estar digitalmente alfabetizado como requisito básico para el desempeño ciudadano. Pero al igual que con la alfabetización de la lectoescritura, la distinción ya no pasa sólo por manejar el mecanismo sino por dominar los códigos con los que funcionan estos instrumentos, de tal manera que constituyan un vehículo para comprender el mundo y para expresarse.

## Áreas de comportamiento
La ciudadanía digital trabaja en plantear el manejo de algunas reglas escritas o normas sobre el comportamiento y el buen uso de estas tecnologías.
Se han detectado nueve áreas de comportamiento para que se entienda la complejidad que tiene el mal uso, uso y abuso de la tecnología.
1. Netiqueta (Etiqueta digital) (párrafo): Estándares de conducta o manera de loguear con los medios electrónicos. Por ejemplo un mal uso: alumnos que utilizan la mensajería instantánea para mandar y recibir mensajes que no tienen relación con el trabajo que se plantea.[8]
2. Comunicación: Intercambio electrónico de información. Un mal uso: usar la mensajería instantánea donde el uso de mala gramática, abreviaciones y modismos o lenguaje popular, puede llevar a malos hábitos en la escritura formal.
3. Educación: Es el proceso de enseñar, con los conocimientos de uno, a otros usuarios mediante blogs, artículos o tutoriales. Un ejemplo del mal uso: Usar estos medios para copiarse en un examen escolar.
4. Acceso: Participación dinámica plena en la computadora. Un mal uso: Las escuelas ignoran o subestiman las necesidades tecnológicas de grupos marginados.
5. Comercio electrónico: Compraventa electrónica de bienes y servicios. Un mal uso: realizar compras en línea sin saber cómo proteger adecuadamente su identidad (robo de identidad).
6. Responsabilidad: responsabilidad por hechos y acciones en los medios electrónicos. Un mal uso: copiar material de Internet y no dar el crédito a los autores de éste.
7. Derechos: Es la libertad que tienen todas las personas en el mundo digital. Un mal uso: Las instituciones de enseñanza no protegen los derechos de los usuarios que trabajan con la tecnología de la escuela.
8. Ergonomía (Economía digital): Es el conjunto de conocimientos científicos aplicados para que el trabajo, los sistemas, productos y ambientes se adapten a las capacidades y limitaciones físicas y mentales de la persona.[9]
9. Inseguridad (auto protección): Precauciones para garantizar la seguridad en los medios electrónicos. Un mal uso: asumir que no hay ninguna necesidad de proteger los datos electrónicos.

## Riesgos:
Los estudios sobre este concepto se han centralizado cada vez más en el tema de justicia y desigualdad social, que con la distribución y acceso a estas tecnologías. 
Algunos de los principales riesgos de la ciudadanía digital son: 
- Phishing y Pharming: Estas tienen como objetivo obtener datos personales a través de internet.

- Ciberacoso: El acoso en línea puede tomar muchas formas, como el ciberbullying, el ciberacoso y la difusión de información falsa.
- Desigualdad digital: La desigualdad digital es un problema que se refiere a la brecha entre las personas que tienen acceso a las tecnologías digitales y las que no. Esta brecha puede tener un impacto negativo en el desarrollo económico y social de las sociedades.

Así, el concepto de brecha digital incorpora los siguientes enfoques:
- El enfoque hacia la infraestructura: la posibilidad/dificultad de disponer de computadoras conectadas a la red mundial. Esto incluye también el problema de servidores y de backbones. [12]

- El enfoque hacia la capacitación: es la capacidad/dificultad de usar estas tecnologías. También existe una diferencia relacionada con las habilidades y capacidades para utilizar adecuadamente la tecnología y no solamente con la posibilidad de disponer de computadoras.[13]

- El enfoque hacia el uso de los recursos: se refiere a la limitación/posibilidad que tienen las personas para utilizar los recursos disponibles en la red.[14]

De esta manera, se demuestra el riesgo verdadero asociado a la brecha digital, y que tiene que ver con el desarrollo de los servicios que ofrecen tecnologías como Internet. Las posibilidades de utilizar estos servicios supone mejorar y aumentar las oportunidades, este hecho se transforma en un riesgo social y político, en medida que dichos usos son aprovechados por grupos sociales más privilegiados.
Así mismo, en la actualidad cada vez se le da una mayor importancia a la enseñanza para una ciudadanía responsable, que ayude a prevenir los riesgos que se pueden originar a partir del mal uso de las nuevas tecnologías.

## Características de la ciudadanía digital
La ciudadanía digital posee características esenciales como:
1. Incorporación de la tecnología de información y comunicación (TIC) a los servicios públicos. Esto permite facilitar la transparencia, velocidad y participación en los servicios públicos.
2. Empresas de servicios públicos eficientes. A esto se refiere el uso de los siguientes aspectos:
  - uso de contadores inteligentes
  - manejo de energías renovables
  - recolección adecuada de agua
  - métodos adecuados de eliminación de residuos sólidos
3. Uso creativo de las asociaciones público-privadas. Importantes porque son una fuente de capital, así como su uso, pues es destinado a la prestación de los servicios públicos y el control del cumplimiento de los estándares del mismo.
4. Protección y seguridad. Incorpora el uso de: cámaras de vigilancia, iluminación de zonas públicas, patrullaje, verificación de identidad de los ciudadanos, respuesta S.O.S.
5. Sustentabilidad financiera. Esta es posible cuando se es realizada una planificación pertinente y extensa del uso de todas las fuentes de ingresos como lo son los impuestos de propiedad, anuncios por pago, etc.
6. Participación ciudadana en el gobierno. Para esto es necesario un diseño de foros electorales y participativos como escuelas, lugares comerciales, entretenimiento, áreas públicas, entre otros.
7. Capital social. Fundamental el nivel apropiado de infraestructuras como lo son: lugares comerciales, lugares deportivos, áreas comunes, hospitales, escuelas, etc.
8. Planificación del  tránsito. Hace referencia a la conectividad que existe en la red de transporte público, lo que causa una reducción en el uso de vehículos particulares, en donde se busca la implementación del uso de coches eléctricos y vías destinadas para el uso de bicicletas.
9. Características ecológicas. Se busca proteger el medio ambiente mediante mecanismos que contrarresten el uso de carbono, implementando espacios abiertos verdes, el uso del reciclaje, el uso de energías renovables y la conservación del medio ambiente.
10. Criterios de población mínimos.[18]